# V886 Геркулеса
V886 Геркулеса (лат. V886 Herculis), HD 341617 — одиночная переменная звезда* в созвездии Геркулеса на расстоянии (вычисленном из значения параллакса) приблизительно 22856 световых лет (около 7008 парсек) от Солнца. Видимая звёздная величина звезды — от +11,5m до +10m.

## Характеристики
V886 Геркулеса — бело-голубая пульсирующая переменная звезда (BE:)* спектрального класса B1II*, или B1IIIpe, или B1IIIe, или B1-1,5*, или B3e*, или A5. Светимость — около 1700 солнечных. Эффективная температура — около 9549 K.